# 김정균 (배우)
김정균(金正均, 1965년 10월 13일 ~ )은 대한민국의 배우 겸 대학 교수이다. 초기 예명은 김치호이다.

## 생애
전라남도 목포에서 출생하여 지난날 한때 전라남도 진도를 거쳐 전라남도 완도에서 잠시 유아기를 보낸 적이 있는 그는 1985년 연극배우 첫 데뷔를 하였으며 이듬해 1986년 뮤지컬 배우 데뷔하였고 1988년 군 입대하여 이후 1990년 대한민국 육군 하사 예편하였으며 1991년 KBS 한국방송공사 14기 공채 탤런트 정식 데뷔하였고 이듬해 1992년 《시라소니》의 주연을 통하여 영화배우 데뷔하였다.
그의 신장은 180cm이고 체중은 73kg이며 야구와 축구와 농구와 암벽 등반에 취미가 있고 스쿼시에 특기가 있다.

## 학력
- 1978년 서울영신국민학교 졸업
- 1981년 장훈중학교 졸업
- 1984년 장훈고등학교 졸업
- 1992년 서울예술전문대학 연극학과 전문학사[1]
- 1995년 한국방송통신대학교 경제학과 학사[2]
- 2000년 중앙대학교 예술대학원 예술학 석사
- 2012년 동 대학원 예술학 박사

## 경력
- 1991년 KBS 14기 공채 탤런트
- 2000년 9월 서일대학교 연극영화학과 겸임교수
- 2005년 9월 동아방송대학 전임강사
- 2007년 12월 태권도 홍보대사
- 문화체육인 환경지킴이 환경홍보대사
- 2010년 3월 서울예술대학 외래교수

## 사생활
김정균은 결혼 4년차였던 2003년 7월 4일에 비타민 녹화를 마친 후 배우 윤다훈 사이에 ‘나이’를 둘러싸고 여의도 포장마차에서 주먹다짐 이 벌여져 당시에 연예계가 떠들썩하였다. 이에 2004년 2월 5일서울지법 남부지원에서 열린 공판(형사 제7단독 김양규 판사)에서 윤다훈과 김정균은 각각 징역 1년6개월과 10개월의 구형 이 떨어졌으며 2월 10일 공판엔 윤다훈과 김정균에 대해 각각 징역 10월에 집행유예 2년, 징역 6월에 집행유예 2년씩 선고되었다. 이들은 120시간, 60시간의 사회봉사명령도 받았다. 쌍방폭행으로 인해 둘은 1년 동안 출연정지 가 내려졌다. 이 사건 직후 그는 잠시 별거하던 부인과 결합하였으나 그것과 동시에 이 사건으로 인하여 한동안 연기 활동을 하지 않은 적이 있으며 부인과 2008년 7월 이혼하였다.
한편 그는 박상면, 최수종, 이진우, 박상원, 김승환, 김병세, 김찬우, 김호진, 유태웅, 임호, 홍일권, 남성진, 홍석천 등의 간접 협조로써 윤다훈과의 화해 자리를 2007년 초봄과 그 이후 2012년 12월 차기 탤런트협회 신임 회장 선발 관련 모임 때 각각 가졌다.

## 출연작

### 연극
- 1985년 《햄릿》 - 오즈리크 역(단역)
- 2006년 《리베라 메》
- 2006년 《스트리트가이즈》 - 학생부장 역
- 2007년 《미친키스》 - 인호 역
- 2008년 《클레오파트라》(10월) - 주피터 역
- 2008년 《클레오파트라》(12월) - 주피터 역
- 2009년 《욕망이라는 이름의 전차》 - 스탠리 역
- 2009년 《시집가는 날》
- 2010년 《세계국립극장페스티벌 - 시집가는 날》
- 2010년 《블랙코메디 인천》 - 슈판찌히 역
- 2011년 《드림 헤어》 - 빽구두 역
- 2012년 《제24회 거창국제연극제 허풍》 - 허풍 역
- 2012년 《허풍》 - 허풍 역

### 뮤지컬
- 1986년 《포기와 베스》 - 짐 역(단역)
- 1995년 《왕과 나》

### 영화
- 1992년 《시라소니》 - 깃대 역
- 1995년 《꼬리치는 남자》 - 최 대리 역
- 1995년 《엄마에게 애인이 생겼어요!》 - 승환 역
- 1997년 《바리케이드》 - 용승 역
- 2000년 《싸이렌》 - 김성균 역
- 2010년 《7월 32일》 - 장 형사 역
- 2012년 《철가방 우수씨》 - 동일 역
- 2013년 《설해》 - 김 실장 역 (우정출연)
- 2015년 《위선자들》 - 하지만 역
- 2017년 《지렁이》 - 원술 역
- 2020년 《나의 이름》 - 리애 삼촌 역
- 2023년 《튤립 모양》 - 안승욱 역

### TV 드라마
- 1991년 《아스팔트 내 고향》 - KBS2
- 1991년 《대추나무 사랑 걸렸네》 - KBS2, 경기도 김포 고촌면 면사무소 방위병 역
- 1992년 《삼국기》 - KBS1, 검일 역
- 1992년 《내일은 사랑》 - KBS2, 차헌성 역
- 1993년 《신 손자병법》 - KBS2, 오자인 역
- 1993년 《청춘극장》 - KBS2, 강길원 역
- 1994년 《마지막 연인》 - MBC
- 1995년 《좋은 남자 좋은 여자》 - KBS2, 김영걸 역
- 1995년 《서울 야상곡》 - SBS, 성세훈 역
- 1995년 《시트콤 LA 아리랑》 - SBS, 황민달 역(목소리 출연, 1995년 9월)
- 1996년 《파파》 - KBS2
- 1996년 《프로젝트》 - KBS2
- 1996년 《찬란한 여명》 - KBS1, 향운 이지용 역
- 1996년 《나》 - MBC
- 1997년 《시트콤 남자 셋 여자 셋》 - MBC
- 1997년 《세 여자》 - KBS2 - 정현 역
- 1998년 《삼김시대》 - SBS, 노재헌 역
- 1998년 《종이학》 - KBS2, 모춘봉 역
- 1999년 《점프》 - MBC
- 2001년 《203 특별수사대》 - KBS2, 조석숭 역
- 2001년 《내 마음의 보석상자》 - MBC, 안성현 역
- 2001년 《시트콤 립스틱》 - ITV, 어설픈 푼수 조폭 두목 김정균 역
- 2001년 《시트콤 세 친구》 - MBC, 김정균 역 (단역)
- 2007년 《소금인형》 - SBS, 김인기 역
- 2007년 《연꽃 피던 날》 - KBS2, 김처사 역
- 2008년 《정글피쉬》 - KBS2, 담임교사 역
- 2010년 《성균관 스캔들》 - KBS2, 안도현 역
- 2011년 《신의 퀴즈 시즌 2》 - OCN, 이우혁 역 (특별출연)
- 2012년 《한반도》 - TV조선 - 홍학수 역
- 2013년 《천명: 조선판 도망자 이야기》 - KBS2, 윤원형 역
- 2014년 《고양이는 있다》 - KBS1, 박부장 역
- 2014년 《압구정 백야》 - MBC, 운전자 역 (특별출연)
- 2014년 《전설의 마녀》 - MBC, 이강춘 역
- 2015년 《인생추적자 이재구》 - SBS
- 2015년 《이혼변호사는 연애중》 - SBS, 석을남 역 (특별출연)
- 2015년 《소녀연애사》 - SBS Plus
- 2016년 《반짝반짝 작은 별》 - KBS1, 박종우 의원 역
- 2018년 《대군 - 사랑을 그리다》 - TV조선, 심정 역
- 2021년 《오케이 광자매》 - KBS2, 옥상남 역 (특별출연)

### 텔레비전 프로그램
- 1995년 KBS2 《1995 KBS 슈퍼 탤런트 선발 대회》 - 파이널 심사자
- 2003년 KBS2 《비타민》 - 게스트
- 2006년 KBS2 《여유만만》
- 2017년 SBS 《불타는 청춘》 - 게스트

### 라디오 프로그램
- 2011년 EBS FM 《EBS 라디오 FM 스페셜》
- 2016년 EBS FM 《EBS 책 읽는 라디오 낭독 시리즈》

## 수상 및 후보
| 연도 | 시상식                      | 부문                     | 작품        | 결과 |
| ---- | --------------------------- | ------------------------ | ----------- | ---- |
| 1992 | KBS 연기대상                | 남자 신인상              | 내일은 사랑 | 후보 |
| 2017 | 제25회 대한민국문화연예대상 | 영화부문 남자 우수연기상 | 지렁이      | 수상 |